# أكاديمية هايدلبرغ للعلوم والعلوم الإنسانية
أكاديمية هايدلبرغ للعلوم والعلوم الإنسانية (بالإنجليزية: Heidelberg Academy of Sciences and Humanities) هي أكاديمية علوم، ومبنى، تأسست في 22 مايو 1909، في ألمانيا، وهي عضوة في Union of German Academies of Sciences and Humanities ‏.